# Kembra Pfahler
Kembra Pfahler (Hermosa Beach, 4 agosto 1961) è un'attrice, cantante e artista statunitense. Nota come performer, attrice coinvolta nel cinema della trasgressione di Richard Kern e Nick Zedd e musicista, leader del gruppo rock The Voluptuous Horror Of Karen Black.

## Filmografia
- Shadows in the City (1991)
- War Is Menstrual Envy (1992)
- Sewing Circle (1992), cortometraggio
- Red Spirit Lake (1993)
- Bossy Mistresses (1993), direct-to-video
- The Payoff (1994), direct-to-video
- The Fury Inside (1994), direct-to-video
- Ruling Methods (1994), direct-to-video
- Masters Frenzy (1994), direct-to-video
- Forbidden Ways (1994), direct-to-video
- Crack-up (1994), direct-to-video
- Damaged Goods (1995)
- Visiting Desire (1996)
- Screen Test 98 (1998)
- Gang Girls 2000 (1999), cortometraggio
- Surf Gang (2006), cortometraggio
- Otto; or, Up with Dead People (2008)